# Campionat del Món d'atletisme de 1991
El tercer campionat del Món d'atletisme, organitzat per l'Associació Internacional de Federacions d'Atletisme, es va celebrar l'estadi Olímpic de Tòquio (Japó), del 23 d'agost a l'1 de setembre.
Aquesta competició és recordada per damunt de tot per la competició masculina de salt de llargada, en la qual Carl Lewis va fer la millor sèrie de sis salts de la història, però que va ser derrotat per Mike Powell, que va saltar 8,95 metres i va batre el rècord del món que Bob Beamon tenia des dels Jocs Olímpics de 1968.

## Resultats masculins

### Curses
1983 | 1987 | 1991 | 1993 | 1995
| Prova: | Or:                                                                        | Or:           | Argent:                                                                             | Argent:    | Bronze:                                                                        | Bronze:    |
| --- | -------------------------------------------------------------------------- | ------------- | ----------------------------------------------------------------------------------- | ---------- | ------------------------------------------------------------------------------ | ---------- |
| 100 m Detalls | Carl Lewis · United States                                                 | 9.86 (WR)     | Leroy Burrell · United States                                                       | 9.88 (PB)  | Dennis Mitchell · United States                                                | 9.91 (PB)  |
| 200 m Detalls | Michael Johnson · United States                                            | 20.01         | Frankie Fredericks · Namibia                                                        | 20.34      | Atlee Mahorn · Canada                                                          | 20.49      |
| 400 m Detalls | Antonio Pettigrew · United States                                          | 44.57         | Roger Black · United Kingdom                                                        | 44.62      | Danny Everett · United States                                                  | 44.63      |
| 800 m Detalls | Billy Konchellah · Kenya                                                   | 1:43.99       | José Luiz Barbosa · Brazil                                                          | 1:44.24    | Mark Everett · United States                                                   | 1:44.67    |
| 1500 m Detalls | Noureddine Morceli · Algeria                                               | 3:32.84 (CR)  | Wilfred Kirochi · Kenya                                                             | 3:34.84    | Hauke Fuhlbrügge · Germany                                                     | 3:35.28    |
| 5000 m Detalls | Yobes Ondieki · Kenya                                                      | 13:14.45 (CR) | Fita Bayisa · Ethiopia                                                              | 13:16.64   | Brahim Boutayeb · Morocco                                                      | 13:22.70   |
| 10000 m Detalls | Moses Tanui · Kenya                                                        | 27:38.74      | Richard Chelimo · Kenya                                                             | 27:39.41   | Khalid Skah · Morocco                                                          | 27:41.74   |
| Marató Detalls | Hiromi Taniguchi · Japan                                                   | 2:14:57       | Ahmed Salah · Djibouti                                                              | 2:15:26    | Steve Spence · United States                                                   | 2:15:36    |
| 110 m tanques Detalls | Greg Foster · United States                                                | 13.06         | Jack Pierce · United States                                                         | 13.06      | Tony Jarrett · Regne Unit                                                      | 13.25      |
| 400 m tanques Detalls | Samuel Matete · Zambia                                                     | 47.64         | Winthrop Graham · Jamaica                                                           | 47.74 (NR) | Kriss Akabusi · Regne Unit                                                     | 47.86 (NR) |
| 3000 m obstacles Detalls                                                                                                  | Moses Kiptanui · Kenya                                                     | 8:12.59       | Patrick Sang · Kenya                                                                | 8:13.44    | Azzedine Brahmi · Algeria                                                      | 8:15.54    |
| 20 km marxa Detalls | Maurizio Damilano · Italy                                                  | 1:19:37 (CR)  | Mikhaïl Sxénnikov · Soviet Union                                                    | 1:19:46    | Yevgeniy Misyulya · Soviet Union                                               | 1:20:22    |
| 50 km marxa Detalls | Aleksandr Potashov · Soviet Union                                          | 3:53:09       | Andrey Perlov · Soviet Union                                                        | 3:53:09    | Hartwig Gauder · Germany                                                       | 3:55:14    |
| 4x100 m Detalls | Andre Cason · Leroy Burrell · Dennis Mitchell · Carl Lewis · United States | 37.50 (WR)    | Max Morinière · Daniel Sangouma · Jean-Charles Trouabal · Bruno Marie-Rose · France | 37.87      | Tony Jarrett · John Regis · Darren Braithwaite · Linford Christie · Regne Unit | 38.09      |
| 4x400 m Detalls | Roger Black · Derek Redmond · John Regis · Kriss Akabusi · Regne Unit      | 2:57:53 (AR)  | Andrew Valmon · Quincy Watts · Danny Everett · Antonio Pettigrew · United States    | 2:57:57    | Patrick O'Connor · Devon Morris · Winthrop Graham · Seymour Fagan · Jamaica    | 3:00.10    |
| WR Rècord del món \| CR Rècord del campionat \| AR Rècord del continent \| NR Rècord nacional \| PB Millor marca personal |                                                                            |               |                                                                                     |            |                                                                                |            |

### Concursos
1983 | 1987 | 1991 | 1993 | 1995
| Prova:                                       | Or:                            | Or:       | Argent:                         | Argent: | Bronze:                            | Bronze: |
| -------------------------------------------- | ------------------------------ | --------- | ------------------------------- | ------- | ---------------------------------- | ------- |
| Salt de llargada Detalls                     | Mike Powell · United States    | 8.95 (WR) | Carl Lewis · United States      | 8.91    | Larry Myricks · United States      | 8.42    |
| Triple salt Detalls                          | Kenny Harrison · United States | 17.78     | Leonid Voloshin · Soviet Union  | 17.75   | Mike Conley · United States        | 17.62   |
| Salt d'alçada Detalls                        | Charles Austin · United States | 2.38 85%  | Javier Sotomayor · Cuba         | 2.36    | Hollis Conway · United States      | 2.36    |
| Salt amb perxa Detalls                       | Serguei Bubka · Soviet Union   | 5.95 (CR) | István Bagyula · Hungary        | 5.90    | Maksim Taràssov · Soviet Union     | 5.85    |
| Llançament de pes Detalls                    | Werner Günthör · Switzerland   | 21.67     | Lars Arvid Nilsen · Norway      | 20.75   | Aleksandr Klimenko · Soviet Union  | 20.34   |
| Llançament de disc Detalls                   | Lars Riedel · Germany          | 66.20     | Erik de Bruin · Netherlands     | 65.82   | Attila Horváth · Hungary           | 65.32   |
| Llançament de martell Detalls                | Yuriy Sedykh · Soviet Union    | 81.70     | Igor Astapkovich · Soviet Union | 80.94   | Heinz Weis · Germany               | 80.44   |
| Llançament de javelina Detalls               | Kimmo Kinnunen · Finland       | 90.82     | Seppo Räty · Finland            | 88.12   | Vladimir Sasimovich · Soviet Union | 87.08   |
| Decatló Detalls                              | Dan O'Brien · United States    | 8812 (CR) | Mike Smith · Canada             | 8549    | Christian Schenk · Germany         | 8394    |
| WR Rècord del món \| CR Rècord del campionat |                                |           |                                 |         |                                    |         |

- Georg Andersen de Noruega va quedar en segona posició al llançament de pes, però va ser desqualificat per donar positiu a un control antidopatge.

## Resultats femenins

### Curses
1983 | 1987 | 1991 | 1993 | 1995
| Prova:                                                                   | Or:                                                                                     | Or:        | Argent:                                                                                     | Argent:    | Bronze:                                                                   | Bronze:      |
| ------------------------------------------------------------------------ | --------------------------------------------------------------------------------------- | ---------- | ------------------------------------------------------------------------------------------- | ---------- | ------------------------------------------------------------------------- | ------------ |
| 100 m Detalls                                                            | Katrin Krabbe · Germany                                                                 | 10.99      | Gwen Torrence · United States                                                               | 11.03      | Merlene Ottey · Jamaica                                                   | 11.06        |
| 200 m Detalls                                                            | Katrin Krabbe · Germany                                                                 | 22.09      | Gwen Torrence · United States                                                               | 22.16      | Merlene Ottey · Jamaica                                                   | 22.21        |
| 400 m Detalls                                                            | Marie-José Perec · France                                                               | 49.13      | Grit Breuer · Germany                                                                       | 49.42      | Sandra Myers · Spain                                                      | 49.78        |
| 800 m Detalls                                                            | Lilia Nurutdinova · Soviet Union                                                        | 1:57.50    | Ana Fidelia Quirot · Cuba                                                                   | 1:57.55    | Ella Kovacs · Romania                                                     | 1:57:58      |
| 1500 m Detalls                                                           | Hassiba Boulmerka · Algeria                                                             | 4:02.21    | Tatyana Samolenko-Dorovskikh · Soviet Union                                                 | 4:02.58    | Lyudmila Rogachova · Soviet Union                                         | 4:02.72      |
| 3000 metres Detalls                                                      | Tatyana Samolenko-Dorovskikh · Soviet Union                                             | 8:35.82    | Yelena Romanova · Soviet Union                                                              | 8:36.06    | Susan Sirma · Kenya                                                       | 8:39.41 (AR) |
| 10000 m Detalls                                                          | Liz McColgan · Regne Unit                                                               | 31:14.31   | Zhong Huandi · Xina                                                                         | 31:35.08   | Wang Xiuting · Xina                                                       | 31:35.99     |
| Marató Detalls                                                           | Wanda Panfil · Poland                                                                   | 2:29:53    | Sachiko Yamashita · Japan                                                                   | 2:29:57    | Katrin Dörre · Germany                                                    | 2:30:10      |
| 100 m tanques Detalls                                                    | Ludmila Narozhilenko · Soviet Union                                                     | 12.59      | Gail Devers · United States                                                                 | 12.63      | Natalya Grigoryeva · Soviet Union                                         | 12.69        |
| 400 m tanques Detalls                                                    | Tatyana Ledovskaya · Soviet Union                                                       | 53:11 (CR) | Sally Gunnell · Regne Unit                                                                  | 53:16 (NR) | Janeene Vickers · United States                                           | 53:47        |
| 10 km marxa Detalls                                                      | Alina Ivanova · Soviet Union                                                            | 42:57 (CR) | Madelein Svensson · Sweden                                                                  | 43:13      | Sari Essayah · Finland                                                    | 43:13        |
| 4x100 Detalls                                                            | Dahlia Duhaney · Juliet Cuthbert · Beverly McDonald · Merlene Ottey · Jamaica           | 41.94      | Natalya Kovtun · Galina Maltchouguina · Yelena Vinogradova · Irina Privalova · Soviet Union | 42.20      | Grit Breuer · Katrin Krabbe · Sabine Richter · Heike Drechsler · Germany  | 42.33        |
| 4x400 m Detalls                                                          | Tatyana Ledovskaya · Lyudmila Dzhigalova · Olga Nazarova · Olga Bryzgina · Soviet Union | 3:18:43    | Rochelle Stevens · Diane Dixon · Jearl Miles · Lillie Leatherwood · United States           | 3:20:15    | Uta Rohländer · Katrin Krabbe · Christine Wachtel · Grit Breuer · Germany | 3:21:25      |
| CR Rècord del campionat \| AR Rècord del continent \| NR Rècord nacional |                                                                                         |            |                                                                                             |            |                                                                           |              |

### Concursos
1983 | 1987 | 1991 | 1993 | 1995
| Prova:                         | Or:                                  | Or:   | Argent:                           | Argent: | Bronze:                            | Bronze: |
| ------------------------------ | ------------------------------------ | ----- | --------------------------------- | ------- | ---------------------------------- | ------- |
| Salt de llargada Detalls       | Jackie Joyner-Kersee · United States | 7.32  | Heike Drechsler · Germany         | 7.29    | Larisa Berezhnaya · Soviet Union   | 7.11    |
| Salt d'alçada Detalls          | Heike Henkel · Germany               | 2.05  | Yelena Yelesina · Soviet Union    | 1.98    | Inha Babakova · Soviet Union       | 1.96    |
| Llançament de pes Detalls      | Huang Zhihong · Xina                 | 20.83 | Natalya Lisovskaya · Soviet Union | 20.29   | Svetlana Krivelyova · Soviet Union | 20.16   |
| Llançament de disc Detalls     | Tsvetanka Khristova · Bulgaria       | 71.02 | Ilke Wyludda · Germany            | 69.12   | Larisa Mikhalchenko · Soviet Union | 68.26   |
| Llançament de javelina Detalls | Xu Demei · Xina                      | 68.78 | Petra Meier · Germany             | 68.68   | Silke Renk · Germany               | 66.80   |
| Heptatló Detalls               | Sabine Braun · Germany               | 6672  | Liliana Nastase · Romania         | 6493    | Irina Belova · Soviet Union        | 6448    |
|                                |                                      |       |                                   |         |                                    |         |

## Medaller
| Posició | País          | Or | Argent | Bronze | Total |
| 1.      | United States | 10 | 8      | 8      | 26    |
| 2.      | Soviet Union  | 9  | 9      | 11     | 29    |
| 3.      | Germany       | 5  | 4      | 8      | 17    |
| 4.      | Kenya         | 4  | 3      | 1      | 8     |
| 5.      | Regne Unit    | 2  | 2      | 3      | 7     |
| 6.      | Xina          | 2  | 1      | 1      | 4     |
| 7.      | Algeria       | 2  | 0      | 1      | 3     |
| 8.      | Jamaica       | 1  | 1      | 3      | 5     |
| 9.      | Finland       | 1  | 1      | 1      | 3     |
| 10=     | France        | 1  | 1      | 0      | 2     |
| 10=     | Japan         | 1  | 1      | 0      | 2     |
| 12=     | Bulgaria      | 1  | 0      | 0      | 1     |
| 12=     | Italy         | 1  | 0      | 0      | 1     |
| 12=     | Poland        | 1  | 0      | 0      | 1     |
| 12=     | Switzerland   | 1  | 0      | 0      | 1     |
| 12=     | Zambia        | 1  | 0      | 0      | 1     |
| 17.     | Cuba          | 0  | 2      | 0      | 2     |
| 18=     | Canada        | 0  | 1      | 1      | 2     |
| 18=     | Hungary       | 0  | 1      | 1      | 2     |
| 18=     | Romania       | 0  | 1      | 1      | 2     |
| 21=     | Brazil        | 0  | 1      | 0      | 1     |
| 21=     | Djibouti      | 0  | 1      | 0      | 1     |
| 21=     | Ethiopia      | 0  | 1      | 0      | 1     |
| 21=     | Namibia       | 0  | 1      | 0      | 1     |
| 21=     | Netherlands   | 0  | 1      | 0      | 1     |
| 21=     | Norway        | 0  | 1      | 0      | 1     |
| 21=     | Sweden        | 0  | 1      | 0      | 1     |
| 28.     | Morocco       | 0  | 0      | 2      | 2     |
| 29.     | Spain         | 0  | 0      | 1      | 1     |